# 趙師聖
趙師聖（1566年—1621年），字元睿，號我白，江西南丰县人，明朝政治人物。

## 生平
萬曆二十五年丁酉科江西乡试举人，二十六年（1598年）戊戌科進士。选庶吉士，二十八年授翰林院检讨。二十九年任會試同考官，丁憂歸。三十二年复除原职，三十四年丙午分较会闈，所取多名士，位至九列者。三十五年奉命册封诸王府，三十六年养病。四十二年起为右春坊右赞善兼翰林院简讨，四十三年十月升任左谕德兼翰林院侍讲，四十四年任丙辰科會試同考官，三月升右庶子，为皇太子朱常洛讲读官。四十六年充顺天府乡试考官，四十七年改左庶子，掌左春坊印信。以磨勘试卷违式，循例摘参各省直主考，赵师圣等夺俸一月，本年丁憂歸。熹宗即位，升少詹事，管理贴黄，尋卒，赠礼部右侍郎，蔭子赵希光为国子生，賜祭葬。著有《漱芳楼集》。